# Guataquí
Guataquí – miasto w Kolumbii, w departamencie Cundinamarca.